# Vikariát Plzeň-sever
Vikariát Plzeň-sever je jedním z deseti vikariátů Diecéze plzeňské. Tvoří jej sedm farností. Okrskovým vikářem je v roce 2021 P. Marek Winiarski sídlící v Rokycanech. 

## Farnosti vikariátu
| Farnost                            | Správce                                                               | Sídlo                                 | Farní kostel                               | Filiální kostely | Datum zřízení |
| ---------------------------------- | --------------------------------------------------------------------- | ------------------------------------- | ------------------------------------------ | --- | ------------- |
| Římskokatolická farnost Dolní Bělá | P. Petr Dombek, OMI, moderátor společné duchovní správy               | Dolní Bělá 41, 331 52 Dolní Bělá      | Kostel Povýšení svatého Kříže (Dolní Bělá) | Kostel Nanebevzetí Panny Marie (Březí) Kostel svatého Václava (Číhaná) Kostel svatého Jiljí (Krašovice) Kostel svatého Jakuba (Ledce) Kostel svatého Petra a Pavla (Líšťany) Kostel svatého Mikuláše (Pernarec) Kostel svatého Prokopa (Úněšov) Kostel svatého Ducha (Všeruby) Kostel svatého Martina (Všeruby) Kaple svaté Rodiny (Dražeň) |               |
| Římskokatolická farnost Jesenice   | P. Vlastimil Kadlec, OMI, moderátor společné duchovní správy          | Plzeňská 65, 270 33 Jesenice          | Kostel svatého Petra a Pavla (Jesenice)    | Kostel svaté Markéty (Břežany) Kostel svatého Václava (Čistá) Kostel svatého Vojtěcha (Krty) Kostel svatého Petra v okovech (Milíčov) Kostel svatého Jakuba Staršího (Oráčov) Kostel Nejsvětější Trojice (Otěvěky) Kostel svatého Jakuba Většího (Podbořánky) Kostel svatého Bartoloměje (Velká Chmelištná) Kostel svatého Martina (Všesulov) Kostel svatého Prokopa (Žďár) |               |
| Římskokatolická farnost Kralovice  | P. Vlastimil Kadlec, OMI, moderátor společné duchovní správy          | Plzeňská třída 158, 331 41 Kralovice  | Kostel svatého Petra a Pavla (Kralovice)   | Kostel svatého Petra a Pavla (Hlince) Kostel svatého Jana Křtitele (Hodyně) Kostel svatého Jana Nepomuckého (Chříč) Kostel svatého Mikuláše (Kozojedy) Kostel svatého Vavřince (Kožlany) Kostel svatého Jana Křtitele (Ostrovec) Kostel svatého Mikuláše (Potvorov) Kostel svatého Martina (Strážiště) Kostel Povýšení Svatého Kříže (Tis u Blatna) Kostel Jména Panny Marie (Velečín) - zbořen Kostel svatého Prokopa (Všehrdy) Kostel svatého Blažeje (Vysoká Libyně) Kostel svatého Filipa a Jakuba (Žihle) Kostel svatého Václava (Žihle) Kaple Jména Panny Marie (Mladotice)  |               |
| Římskokatolická farnost Lubenec    | P. Vlastimil Kadlec, OMI, moderátor společné duchovní správy          | Plzeňská třída 158, 331 41 Kralovice  | Kostel svatého Vavřince (Lubenec)          | Kostel svaté Maří Magdalény (Bílenec) Kostel svatého Michaela archanděla (Blatno, okres Louny) Kostel svatého Jiljí (Libyně) Kostel svaté Anny (Malměřice) Kostel svaté Markéty (Skytaly) Kostel svatého Jana Křtitele (Stebno) Kaple svatého Vavřince (Petrohrad) |               |
| Římskokatolická farnost Manětín    | P. Günther Herbert Ecklbauer, OMI, moderátor společné duchovní správy | Manětín 11, 331 62 Manětín            | Kostel svatého Jana Křtitele (Manětín)     | Kostel svatého Bartoloměje (Březín) Kostel svatého Petra a Pavla (Dolní Jamné) Kostel svatého Ondřeje (Krašov) Kostel svatého Vavřince (Krsy) Kostel svatého Petra a Pavla (Křečov) Kostel svatého Jiří (Luková) Kostel svaté Barbory (Manětín) Kostel svaté Anny (Nečtiny) Kostel svatého Jakuba Staršího (Nečtiny) Kostel Panny Marie Sedmibolestné (Rabštejn nad Střelou) Kostel Narození Panny Marie (Stvolny) Kostel svatého Petra a Pavla (Víska) Kaple svaté Terezie (Hrad Nečtiny) Kaple svatého Jana Křtitele (Hvozd) Kaple Panny Marie Loretánské (Rabštejn nad Střelou) |               |
| Římskokatolická farnost Nýřany     | P. Franciszek Gajewski, OSPPE, administrátor                          | Masarykovo náměstí 488, 330 23 Nýřany | Kostel svatého Prokopa (Nýřany)            | Kostel Nejsvětější Trojice (Blatnice) Kostel svatého Martina (Horní Sekyřany) Kostel Nejsvětější Trojice (Jezná) Kostel svaté Anny (Pňovany) Kostel Navštívení Panny Marie (Přehýšov) Kostel svatého Josefa (Úherce) Kaple Panny Marie (Zbůch) |               |
| Římskokatolická farnost Plasy      | P. Günther Herbert Ecklbauer, OMI, moderátor společné duchovní správy | Žebnická 559, 331 01 Plasy            | Kostel Nanebevzetí Panny Marie (Plasy)     | Kostel Nejsvětější Trojice (Čívice) Kostel svatého Michaela archanděla (Obora) Kostel svatého Václava (Plasy) Kostel svatého Jakuba Většího (Žebnice) |               |